# Heinz Ditgens
Heinz Ditgens (* 3. Juli 1914 in München-Gladbach; † 20. Juni 1998 ebenda) war ein deutscher Fußballspieler.

## Leben und Karriere
Der Sohn von Hermann Ditgens, einem der Gründungsmitglieder von Borussia Mönchengladbach, und Neffe von Stephan Ditgens, der 1920 Mannschaftskapitän desselben Fußballvereins war, wurde im Mönchengladbacher Stadtteil Eicken geboren. Nach seinem Volksschulabschluss arbeitete Ditgens zunächst als Musterzeichner und spielte ab dem 18. Lebensjahr als Abwehrspieler in der ersten Mannschaft der Borussia. Der damalige Reichstrainer Otto Nerz berief Ditgens 1936 zunächst für zwei der fünf Testspiele der Nationalmannschaft gegen den englischen Verein FC Everton in den Kader und letztendlich in das Aufgebot der deutschen Fußballnationalmannschaft, um beim olympischen Fußballturnier in Berlin anzutreten. Ditgens wurde der erste Nationalspieler der bis dahin nur durch den Gewinn der westdeutschen Meisterschaft 1920 bekannten und zu dem Zeitpunkt in der Bezirksklasse antretenden Borussia. Mit der Nationalmannschaft absolvierte Ditgens drei Länderspiele; am 5. August 1936 gegen Luxemburg (9:0) und am 8. August 1936 gegen Norwegen (0:2) bei den Olympischen Spielen sowie am 20. März 1938 bei einem Freundschaftsspiel gegen Luxemburg (2:1). Noch 1936 erteilte ihm die Wehrmacht den Gestellungsbefehl nach Bückeburg in die dortige Kaserne. Den dortigen Verein MSV Jäger 7 Bückeburg unterstützte er als Spieler und Trainer. Generell galt Ditgens als guter Kopfballspieler, der beidfüßig gut schießen konnte.
Im Zweiten Weltkrieg erlitt Ditgens bei der Schlacht von Stalingrad schwerste Erfrierungen, worauf ihm neun Zehen amputiert werden mussten. Nachdem er 1944 von der Ostfront zurück nach Mönchengladbach versetzt worden war, fand er ab 1945 eine Anstellung in der dortigen Stadtverwaltung. Er arbeitete zunächst im Wohnungs- und Liegenschaftsamt, später im Stadtbad. Ditgens war noch bis 1948 Spieler bei Borussia Mönchengladbach, wobei er mit speziell angefertigten Schuhen in der Bezirksliga als Abwehrspieler auflief. Bis 1950 war er im Vorstand von Borussia Mönchengladbach aktiv und von 1950 bis 1951 für kurze Zeit zusammen mit Paul Pohl Trainer des Vereins. Nach Beendigung seiner aktiven Laufbahn arbeitete er weiter als Angestellter bei der Stadtverwaltung Mönchengladbach und war Fußball-Fachwart im Stadtsportbund sowie bis in die 1990er Jahre Mitglied im Ehrenrat von Borussia Mönchengladbach. Seinen 80. Geburtstag feierte Ditgens in der Mönchengladbacher Kaiser-Friedrich-Halle; die Einnahmen gab er an die Sepp-Herberger-Stiftung weiter.